# 塞拉亞群島

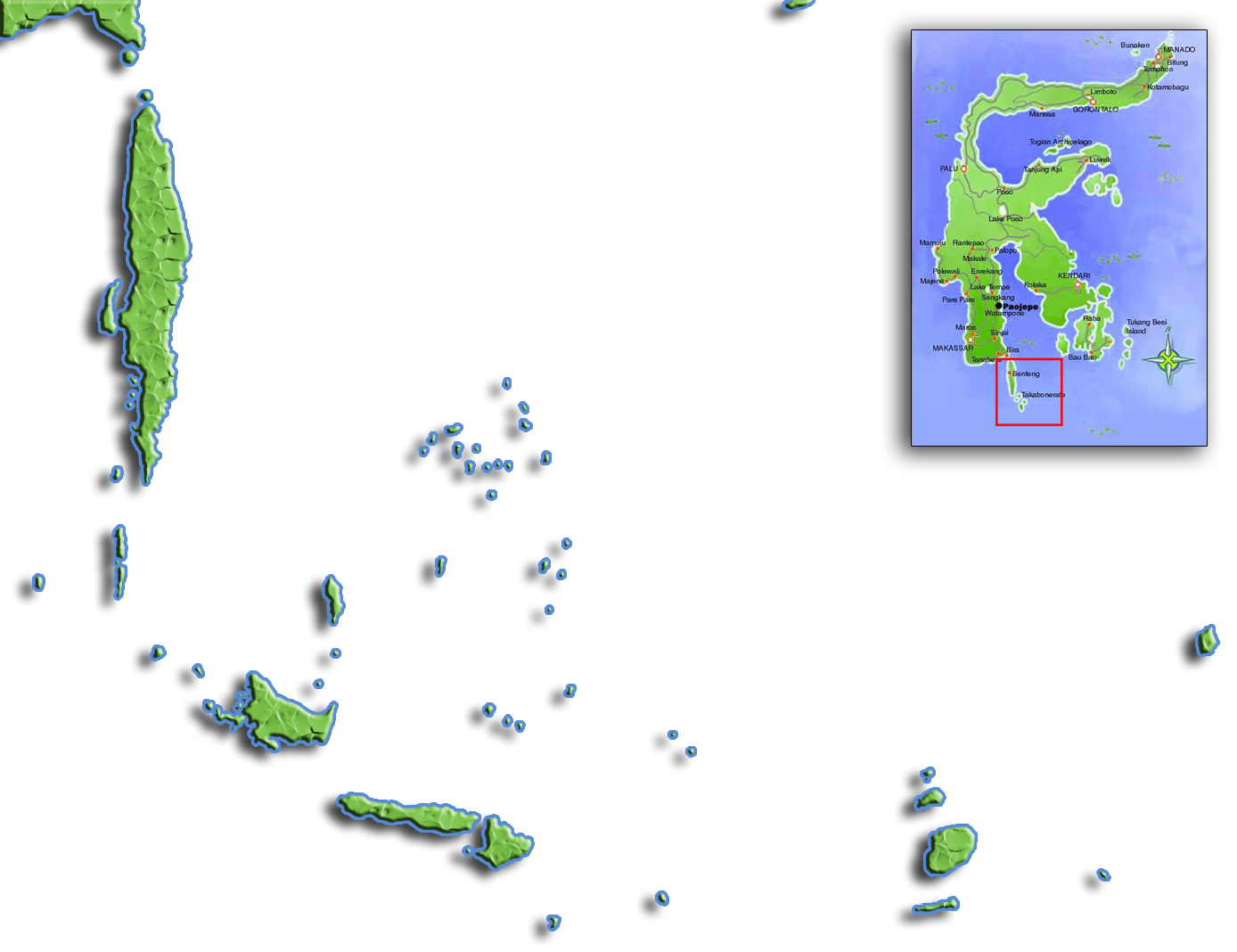
赛拉亚群岛的地图

萨拉亚尔群岛又译塞拉亞群島是印度尼西亞的群島，位於蘇拉威西島和弗洛勒斯島之間的弗洛勒斯海。这个群岛由73個島嶼組成，而行政方面则由南蘇拉威西省萨拉亚尔群岛县負責管轄。它的面積为903.35平方公里，人口約100,000人。